# Andrés Delgado (actor)
Andrés Delgado (Guadalajara, Jalisco, 15 de octubre de 1993) es un actor de cine y televisión mexicano, conocido por interpretar los papeles de David en Un extraño enemigo (2018), Cristian Nieves en La piloto (2017-2018), y como Lalo en la película Cosas imposibles (2021), obteniendo en esta última una nominación al Premio Ariel como Mejor actor de reparto.

## Biografía
Delgado nació y creció en Guadalajara, Jalisco. Su interés por la actuación comenzó en su niñez mientras participaba en obras teatrales, lo que lo llevó a Texas para estudiar teatro. Regresó esta vez a la Ciudad de México e ingresó en el Centro de Educación Artística (CEA). Más tarde se muda a Nueva York y estudia en el Uta Hagen Institute, así como en el HB Studio.

## Filmografía

### Cine
| Año  | Título                               | Papel              | Notas |
| ---- | ------------------------------------ | ------------------ | ----- |
| 2014 | Decir adiós                          | Ricardo            | Corto |
| 2015 | Sopladora de hojas                   | Martín             |       |
| 2016 | Compadres                            | Mouse              |       |
| 2016 | Macho                                | Sam                | [ 2 ] |
| 2019 | I am Good                            | Andres             |       |
| 2019 | Ouroboros                            | Iz                 |       |
| 2020 | Mo Man's Land                        | Luis               | [ 4 ] |
| 2021 | Cosas imposibles                     | Lalo               |       |
| 2022 | Solo respira                         | Ignacio            |       |
| 2023 | Broken Borders                       | Sebastián          |       |
| 2023 | City of Dreams                       | Cesar              |       |
| 2024 | Without Blood                        | Hermano de Salinas |       |
| 2024 | Skin to Skin                         | Ian                | Corto |
| 2024 | Spiritum                             | Ramiro             | Corto |
| 2024 | Si el humo no da señales             | Rafael             | Corto |
| TBA  | Bule-Bule o La Noche Oscura del Alma | Ulises             |       |
| TBA  | Alters                               | Rafa               |       |
| TBA  | Un mundo para mí                     | Nicolás            |       |
| TBA  | Amor de madre                        | Paco               |       |

### Televisión
| Año       | Título                        | Papel                     | Notas       |
| --------- | ----------------------------- | ------------------------- | ----------- |
| 2016      | Sueño de amor                 | Adrián de la Colina       |             |
| 2016-2017 | Vuelve temprano               | Pablo Valenzuela Guerrero |             |
| 2017      | 40 y 20                       | Enfermo sexual            |             |
| 2018      | Descontrol                    | Tomás                     |             |
| 2017-2018 | La piloto                     | Cristian Nieves           |             |
| 2018      | Run Coyote Run                | Martin                    |             |
| 2019      | Tijuana                       | Daniel Müller             |             |
| 2021      | Narcos: México                | Arturo                    |             |
| 2022      | Dale Gas                      | Noche                     | [ 5 ] [ 6 ] |
| 2018      | Un extraño enemigo            | David                     |             |
| 2023-2024 | Sierra Madre: Prohibido Pasar | Adrián Rocha              |             |
| 2024      | La Máquina                    | Saúl                      | [ 7 ]       |